# Thompson-Studienbibel

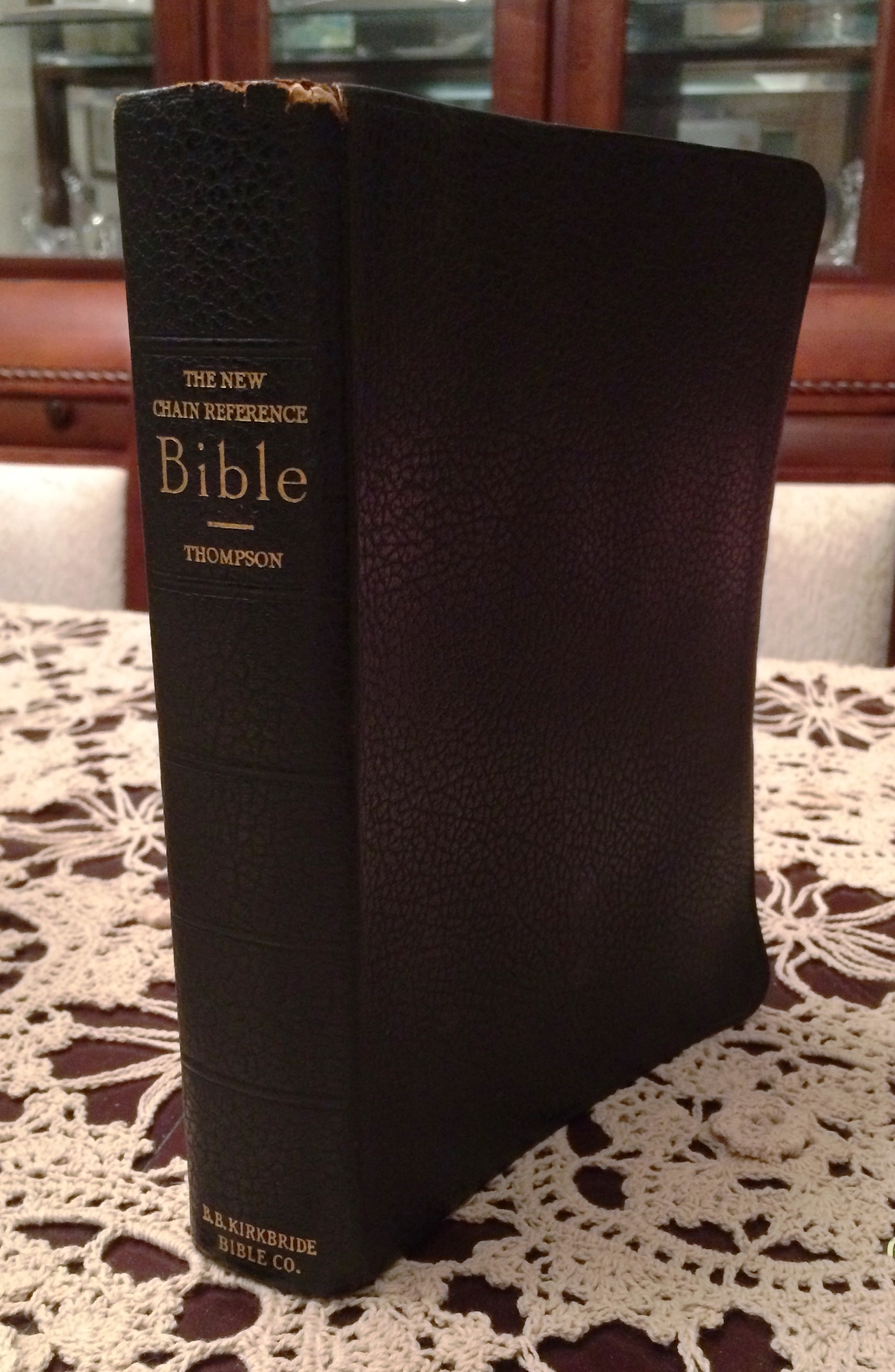
Der Einband der Thompson Chain-Reference Bible (KJV) von 1964.

Die Thompson-Studienbibel enthält ein System von Verweisstellen und Randnotizen und erleichtert dadurch ein individuelles Bibelstudium. Die erste Ausgabe 1908 beruhte auf Notizen, die der Methodistenprediger Dr. Frank Charles Thompson (1858–1940) angefertigt und in anschließender 40-jähriger Arbeit mit seiner Frau revidiert und verbessert hatte. Das Besondere daran ist das so genannte „Kettensystem“, ein Verweisstellensystem, das wie eine Kette aus mehreren gleichartigen Gliedern besteht. Über 100.000 Verweisstellen werden darin zu thematischen Einheiten verbunden.

## Geschichte
Frank Charles Thompson war im späten 19. Jahrhundert ein armer Landprediger in der Gegend von New York City. Er glaubte, dass die Bibel in einer einfachen, aber gelehrigen Weise sich selbst erklären sollte. Er sah die Notwendigkeit einer gut durchdachten und organisierten Studienbibel, die zum praktischen Gebrauch für alle geeignet sein sollte. 1890 fing er die Arbeit an, die er bis zum Rest seines Lebens fortsetzen sollte. Er führte für bestimmte Themen aus der Bibel die Vers-für-Vers-Betrachtung ein. Diese Themen sind heute als „Versketten“ bekannt und bilden das Herzstück der Thompson-Studienbibel. Das System verbindet über 4000 solcher Themen.
Die erste Ausgabe der Thompson-Studienbibel wurde 1908 vom Methodisten-Verlagshaus in Dobbs Ferry in New York veröffentlicht und wurde als The Thompson Chain-Reference Study Bible bekannt. Fünf Jahre später, 1913, wurde Thompson mit dem Handelsreisenden B. B. Kirkbride aus Indianapolis bekannt. Die beiden Männer bildeten 1915 die Kirkbride Bible Company, um Arbeiten Thompsons weiter zu verbessern und zu verteilen.

## Ausgaben
Die ursprüngliche Thompson-Studienbibel sowie einige weitere Ausgaben basierten auf der King-James-Bibel. Zurzeit sind die Ausgaben der New King James Version, der New International Version und New American Standard Bible im englischen Sprachraum vorhanden. Die deutsche Ausgabe enthält den Luthertext.

## Besondere Merkmale
Den Kern der Thompson-Bibel bilden die über 4000 „Versketten“. Als Beispiel soll die Eintragung für „Stärke in Schwachheit“ in der Themenspalte dienen, die als erste Bibelstelle 1. Sam 2,4 angibt. Die nächste Bibelstelle, die mit dem Thema „Stärke in Schwachheit“ verknüpft ist, ist Dan 10,18.19. Bei diesem Vers findet man dann beim entsprechenden Themeneintrag die Angabe über die vorhergehende (2. Sam 2,4) sowie über die nächstfolgende Bibelstelle (1. Kor 1,27). Auf diese Weise kann man sich, ob vorwärts oder rückwärts, zügig der Themenkette entlangbewegen.
Zusätzlich zur Themenkette enthält die Thompson-Bibel eine Anzahl von anderen Hilfsmitteln zum Bibelstudium. Im Studienteil befindet sich noch eine Vielzahl von Hilfen wie:
- Konkordanz
- Bibelstudienplan
- Chronologie der biblischen Welt
- archäologische Angaben
- hebräische Festzeiten und Feiertage
- biografische Studien über Personen und Ereignisse in der Bibel
- Entstehung und Aufbau der Bibel
- farbiger Kartenteil

Die Informationen im Studienteil werden durch Skizzen und Zeichnungen ergänzt.